# Liste der Kulturgüter in Pfungen
Die Liste der Kulturgüter in Pfungen enthält alle Objekte in der Gemeinde Pfungen im Kanton Zürich, die gemäss der Haager Konvention zum Schutz von Kulturgut bei bewaffneten Konflikten, dem Bundesgesetz vom 20. Juni 2014 über den Schutz der Kulturgüter bei bewaffneten Konflikten sowie der Verordnung vom 29. Oktober 2014 über den Schutz der Kulturgüter bei bewaffneten Konflikten unter Schutz stehen.
Objekte der Kategorien A und B sind vollständig in der Liste enthalten, Objekte der Kategorie C fehlen zurzeit (Stand: 1. Januar 2023). Unter übrige Baudenkmäler sind weitere geschützte Objekte zu finden, die im Verzeichnis der Objekte von überkommunaler Bedeutung der kantonalen Denkmalpflege zu finden und nicht bereits in der Liste der Kulturgüter enthalten sind.

## Kulturgüter
| Foto | | Objekt                                                             | Kat. | Typ | Standort                          | Beschreibung |
| ---- | --- | ------------------------------------------------------------------ | ---- | --- | --------------------------------- | ------------ |
| ja   | Datei hochladen · Wikidata zu Villa Schlosshalde (Q29574168)                                          | Villa Schlosshalde mit Gärtnerhaus und Gartenanlage KGS-Nr.: 07602 | A    | G   | Dorfstrasse 12–14 690500 / 263486 |              |
| BW   | Datei hochladen · Wikidata zu Sal, Wallanlage: Verteidigungswerk der Völkerwanderungszeit (Q29933005) | Sal, frühmittelalterliche Wallanlage KGS-Nr.: 07601                | B    | F   | 691400 / 262000                   |              |

## Übrige Baudenkmäler
| ID       | Foto |                 | Objekt                                        | Kat.    | Typ | Standort                                 | Beschreibung |
| -------- | ---- | --------------- | --------------------------------------------- | ------- | --- | ---------------------------------------- | ------------ |
| 22400047 |      | Datei hochladen | Trafostation D 310 Turm                       | B reg.  | G   | Köchligasse 690617 / 263200              |              |
| 22400066 |      | Datei hochladen | Ehemaliges Bauernhaus Reckholdern, Hausteil 1 | C       | G   | Reckholdernstrasse 7 690628 / 262978     |              |
| 22400129 |      | Datei hochladen | Wohnhaus, ehemals untere Mühle                | C       | G   | Mühlestrasse 2 690478 / 263146           |              |
| 22400218 |      | Datei hochladen | Reformiertes Pfarrhaus                        | B reg.  | G   | Hinterdorfstrasse 8 690494 / 263306      |              |
| 22400220 |      | Datei hochladen | Altes Gemeindehaus, mit Gemeindesaal          | C       | G   | Hinterdorfstrasse 10 690480 / 263326     |              |
| 22400232 | ja   | Datei hochladen | Reformierte Kirche                            | B reg.  | G   | Hinterdorfstrasse 14 690421 / 263335     |              |
| 22400233 |      | Datei hochladen | Sigristenhaus, ehemaliges Schulhaus           | B reg.  | G   | Hinterdorfstrasse 15 690391 / 263323     |              |
| 22400240 |      | Datei hochladen | Restaurant Zum Schlosshof                     | C       | G   | Hinterdorfstrasse 22 690373 / 263355     |              |
| 22400335 |      | Datei hochladen | Trafostation E 7 Turm                         | B kant. | G   | Rankstrasse 690621 / 263543              |              |
| 22400336 |      | Datei hochladen | Wohnhaus                                      | B reg.  | G   | Bahnhofstrasse 2 690651 / 263504         |              |
| 22400504 |      | Datei hochladen | Wohnhaus                                      | B reg.  | G   | Weiacherstrasse 14 690789 / 263716       |              |
| 22400514 |      | Datei hochladen | Villa                                         | B reg.  | G   | Weiacherstrasse 16 690737 / 263731       |              |
| 22400515 | ja   | Datei hochladen | Katholische Kirche St. Pirminus und Pfarrhaus | B reg.  | G   | Dorfstrasse 4 690667 / 263627            |              |
| 22400626 | ja   | Datei hochladen | Gewerbezentrum Eskimo Textil AG, Trafostation | B reg.  | G   | bei Dättlikonerstrasse 5 690282 / 263845 |              |
| 22400842 |      | Datei hochladen | Ehemaliges Bauernhaus Reckholdern, Hausteil 2 | C       | G   | Reckholdernstrasse 9 690640 / 262984     |              |

Legende: Im Wesentlichen siehe Legende der Liste der Kulturgüter von nationaler und regionaler Bedeutung, mit folgenden Ausnahmen:
- Anstelle der KGS-Nummer wird als Objekt-Identifikator (ID) die Inventarnummer im Verzeichnis der Objekte von überkommunaler Bedeutung des kantonalen Denkmalschutzamtes verwendet.
- Bei den Kategorien wird wie folgt unterschieden: B kant. = Objekt von kantonaler Bedeutung (Kanton Zürich); B reg. = Objekt von regionaler Bedeutung (Kanton Zürich).